# Reinhard Möller (Bildhauer)
Reinhard Möller (* 26. August 1855 in Ruhla; † 23. Juli 1912 in Sonneberg) war ein deutscher Bildhauer und Kunstpädagoge.

## Leben
Möller war der Sohn des Meerschaumschneiders Emil Möller und dessen Frau Christa (geborene Kirsting). In den Jahren 1869 bis 1874 war er zunächst Schüler des Bildhauers Tobias Weiß und des Hofbildhauers Georg Kugel in Ruhla, anschließend studierte er von 1874 bis 1877 an der Kunstschule Nürnberg. Er betätigte sich von 1877 bis 1887 als Modelleur im Fach Büsten in der Porzellanfabrik Hertwig & Co. in Katzhütte, später als Leiter der Modellierabteilung der Porzellanfabrik A. W. F. Kister in Scheibe-Alsbach. Hier schuf er in der Folgezeit eindrucksvolle Porzellan-Plastiken. Zu seinen bekanntesten Modellen zählt das Figurenpaar „Goldenes Vlies“. Möller unternahm mehrere Reisen zu Studienzwecken oder um an Ausstellungen teilzunehmen; unter anderem nach Paris (1878), Reise durch Belgien und Frankreich (1884), Böhmen (1889), Wien, Triest, Oberitalalien und die Schweiz (1891). Zweimal war er auch in Nordamerika (1893 in Chicago, 1904 in St. Louis). Im Jahr 1900 besuchte er Antwerpen, Brüssel und Paris.
Am 1. Juli 1887 wurde Möller in Anerkennung seines Gesamtschaffens als Direktor an die Industrieschule Sonneberg (spätere Fachschule für angewandte Kunst) berufen. 1901 wurde ihm der Professoren-Titel verliehen. Er lehrte in den Fächern Modellieren und Anatomie. Möller trug dazu bei, die Sonneberger Spielzeugindustrie in der Welt bekannt zu machen.
Seine Schaugruppen für die Weltausstellungen Paris 1900, St. Louis 1904 und Brüssel 1910 erhielten jeweils einen Grand Prix. Seine Verdienste wurden 1894 mit der Goldenen Medaille für Wissenschaft und Kunst des Herzogtums Sachsen-Altenburg, 1900 mit dem reußischen Verdienstkreuz für Wissenschaft und Kunst und 1904 mit dem preußischen Roten Adlerorden IV. Klasse gewürdigt. Er starb 1912, sein Nachfolger als Direktor der Industrieschule Sonneberg war Karl Staudinger.

## Familie
Möller war zweimal verheiratet und hatte mehrere Söhne:
- 1877 heiratete er Babetta (geborene Pellot)
  - Max Möller (* 21. Dezember 1877)
  - Eduard Möller (* 31. August 1879)
  - Fritz Möller (* 1. Oktober 1886)
  - Hans Möller (* 11. Februar 1888)
- 1893 heiratete er Wilhelmine (geborene Frese)
  - Kurt Möller (14. April 1894)